# 小拟弧樱蛤
小拟弧樱蛤（学名：Pseudarcopagia minuta），是帘蛤目樱蛤科Pseudarcopagia的一种。主要分布于中国大陆，常栖息在潮间带。